# Skråpsläktet
Skråpsläktet (Petasites) är ett släkte i familjen korgblommiga växter med 15–18 arter från Eurasien och Nordamerika.